# The Spire (Grahamland)
The Spire (englisch für Die Spitze) ist eine 150 m hohe Felsnadel an der Fallières-Küste des Grahamlands auf der Antarktischen Halbinsel. Sie ragt am nordwestlichen Ende der Blackwall Mountains am Südufer des Neny-Fjords auf.
Die erste Sichtung geht vermutlich auf Teilnehmer der British Graham Land Expedition (1934–1937) unter der Leitung des australischen Polarforschers John Rymill zurück. Teilnehmern der US-amerikanischen Ronne Antarctic Research Expedition (1947–1948) und des Falkland Islands Dependencies Survey gelang am 17. Januar 1948 die Erstbesteigung. William Robertson Latady (1918–1979), Luftbildfotograf bei der Ronne Antarctic Research Expedition, gab der Felsnadel ihren deskriptiven Namen.